# Lashibi
Lashibi est une ville dans la région d'Accra du sud-est du Ghana, près de la capitale Accra. Lashibi est la vingtième ville du Ghana en population, avec une population de 78 539 personnes.